# Tế bào tua
Tế bào tua (tiếng Anh là Dendritic cells, DC) là tế bào chuyên trình diện kháng nguyên (tế bào APC) cho các tế bào lympho T trong đáp ứng miễn dịch của động vật có vú. 
Chúng có các tua dài giống như các tua của tế bào thần kinh.Các tế bào có số lượng nhỏ và chủ yếu ở các mô có tiếp xúc với môi trường như da (gọi là tế bào Langerhans), ở dịch nhầy trong xoang mũi, phổi, dạ dày và biểu mô ruột. Các tế bào tua còn non có thể di chuyển trong máu. Sau khi thực bào các tác nhân gây bệnh, những tế bào tua được hoạt hoá và di chuyển về các mô thuộc hệ bạch huyết tìm kiếm các tế bào lympho. 

## Cấu trúc
Trên bề mặt của chúng có nhiều phân tử MHC lớp II, chúng hoạt động như những tế bào giúp kháng nguyên nhận biết để hoạt hoá tế bào T. 

## Chức năng
Sau khi thâu tóm được kháng nguyên ở các mô, các tế bào có tua di chuyển đến các cơ quan dạng lympho khác nhau. 
Tại đây chúng giới thiệu kháng nguyên cho các tế bào lympho. 
Các tế bào có tua có mặt cả trong các cơ quan và mô dạng lympho, máu và dịch lympho cũng như các cơ quan và mô không thuộc hệ lympho (bảng).
Các tế bào nằm trong các mô không thuộc hệ lympho bao gồm các tế bào Langerhan ở da và các tế bào có tua ở các mô khác (tim, phổi, gan, thận, đường tiêu hoá). Các tế bào này thâu tóm kháng nguyên và chuyển kháng nguyên đến các hạch lympho khu vực. Khi những tế bào có tua không nằm trong các hệ thống lympho di chuyển vào máu và dịch lympho, chúng thay đổi hình thái và trở thành các tế bào mạng (veiled cells). Trong máu những tế bào này chiếm khoảng 0,1% tổng số bạch cầu. Khi ghép cơ quan các tế bào có tua của cơ quan ghép có thể di chuyển từ cơ quan ghép vào các hạch lympho khu vực hoạt hoá tế bào lympho T của người nhận sinh ra đáp ứng miễn dịch chống lại các kháng nguyên có mặt trên mảnh ghép.
| Vị trí             | Loại tế bào                                                |
| ------------------ | ---------------------------------------------------------- |
| Da                 | Các tế bào Langerhen                                       |
| Các cơ quan        | Các tế bào có tua ở các cơ quan khác                       |
| Các cơ quan lympho | Các tế bào có tua xoè ngón và các tế bào tua ở buồng trứng |
| Máu                | Các tế bào tua có trong máu                                |
| Dịch Lympho        | Các tế bào mạng                                            |

Trong một số giai đoạn phát triển, các tế bào tua có các cánh tay dài như những cái tua nên được gọi là dendritic cell. Mặc dù các tế bào neuron cũng có hình thái tương tự nhưng không phải là các tế bào tua.

## Các loại tế bào có tua của mô lympho

### Tế bào có tua xoè ngón
Những tế bào có tua xòe ngón có ở trong những vùng giàu tế bào T của cơ quan dạng lympho (lách, hạch lympho, tuyến ức). Các tế bào T và những tế bào có tua xòe ngón này tạo thành những đám ngưng tập lớn gồm nhiều tế bào thúc đẩy sự giới thiệu kháng nguyên cho các tế bào T. 

### Tế bào tua có nang
Chỉ được tìm thấy trong những vùng có cấu trúc nang lympho của hạch lympho vì vậy được gọi là tế bào có tua nang. Tại đây có nhiều tế bào B và người ta cho rằng các tế bào có tua nang làm nhiệm vụ bẫy kháng nguyên và thúc đẩy quá trình hoạt hoá tế bào B. Các tế bào có tua nang có nhiều thụ thể trên màng tế bào dành cho kháng thể và bổ thể. Các phức hợp kháng nguyên-kháng thể tuần hoàn sẽ gắn vào các thụ thể này và tồn tại trên màng tế bào có tua trong một thời gian dài từ vài tuần đến hàng tháng. Một lớp đậm đặc điện tử của các phức hợp kháng nguyên-kháng thể bao phủ các tua của tế bào này. Sự có mặt của các phức hợp kháng nguyên-kháng thể ở trên màng tế bào có tua nang có thể có vai trò trong quá trình phát triển tế bào B làm nhiệm vụ ký ức miễn dịch.